# Dusina (przystanek kolejowy)
Dusina – nieczynny kolejowy przystanek osobowy na linii nr 366 w Dusinie, w województwie wielkopolskim, w Polsce.